# Crcavac
Crcavac (cyr. Црцавац) – wieś w Serbii, w okręgu jablanickim, w mieście Leskovac. W 2011 roku liczyła 99 mieszkańców.